# Elecciones federales de Canadá de 1874
La elección federal canadiense de 1874 se llevó a cabo el 22 de enero de 1874, para elegir a miembros de la Cámara de los Comunes canadiense del 3.er Parlamento de Canadá. Sir John A. Macdonald, quien recientemente había sido forzado a dejar el cargo de primer ministro, y sus conservadores fueron derrotados por el Partido Liberal bajo su nuevo líder, el primer ministro Alexander Mackenzie.
El gobierno de Macdonald se había visto obligado a dimitir el 5 de noviembre de 1873, debido a las denuncias de corrupción relacionadas con la construcción del Ferrocarril Canadiense del Pacífico. Los liberales bajo Mackenzie formaron un gobierno dos días más tarde con una elección convocada para enero. Los conservadores no pudieron recuperarse del escándalo y perdieron las elecciones como resultado.
La elección fue la primera en ocurrir después de la entrada de la Isla del Príncipe Eduardo en la Confederación, y la primera en usar boletas secretas en Canadá.

## Resultados electorales
|                       |                           |                           |                   |         |         |         |              |              |              |
| 3° Parlamento         |                           |                           |                   |         |         |         |              |              |              |
| Partido               | Partido                   | Líder                     | No. de Candidatos | Escaños | Escaños | Escaños | Voto popular | Voto popular | Voto popular |
| Partido               | Partido                   | Líder                     | No. de Candidatos | 1872    | Elegido | Cambio  | #            | %            | Cambio       |
|                       | Liberal                   | Alexander Mackenzie       | 140               | 95      | 129     | +35.8%  | 128,455      | 39.49%       | +4.77pp      |
|                       | Conservador               | John A. Macdonald         | 65                | 63      | 39      | -38.1%  | 57,691       | 17.74%       | -8.02pp      |
| Liberal-Conservador1  | 38                        | John A. Macdonald         | 36                | 26      | -27.8%  | 40,234  | 12.37%       | -0.53pp      |              |
| Conservador Laborista | 1                         | John A. Macdonald         | 1                 | -       | -100%   | 1,515   | 0.47%        | +0.02pp      |              |
|                       | Independientes            | Independientes            | 7                 | 1       | 4       | +300%   | 10,453       | 3.21%        | +1.58pp      |
|                       | Independiente Liberal     | Independiente Liberal     | 5                 | 2       | 5       | +300%   | 6,541        | 2.01%        | +0.37pp      |
|                       | Independiente Conservador | Independiente Conservador | 3                 | 2       | 3       | +50%    | 2,360        | 0.73%        | +0.03pp      |
|                       | Desconocido               | Desconocido               | 104               | -       | -       | -       | 78,008       | 23.98%       | +1.78pp      |
| Total                 | Total                     | 355                       | 200               | 206     | +3.0%   | 325,247 | 100%         |              |              |

Acclamaciones
Los siguientes miembros del Parlamento fueron elegidos por aclamación;
- Ontario: 1 liberal-conservador, 13 liberales
- Quebec: 10 conservadores, 4 liberales-conservadores, 15 liberales
- Nuevo Brunswick: 1 conservador, 3 liberales, 1 liberal independiente
- Nueva Escocia: 5 liberales
- Isla del Príncipe Eduardo: 2 liberales

### Resultados por provincia
| Partido      | Partido                   | Partido | BC   | MB   | ON   | QU   | NB   | NS   | PEI  | Total |
| ------------ | ------------------------- | ------- | ---- | ---- | ---- | ---- | ---- | ---- | ---- | ----- |
|              | Liberal                   | Escaños | 3    | 1    | 61   | 34   | 10   | 15   | 5    | 129   |
| Voto Popular | Liberal                   | 34.1    | 47.0 | 39.6 | 34.8 | 47.1 | 38.1 | 56.8 | 39.5 |       |
|              | Conservador               | Escaños | 1    | 1    | 15   | 17   | 2    | 2    | 1    | 39    |
| Votos        | Conservador               | 4.5     | 13.8 | 19.5 | 17.6 | 6.8  | 17.8 | 17.5 | 17.7 |       |
|              | Liberal-Conservador       | Escaños | 1    |      | 10   | 12   | 1    | 2    | -    | 26    |
| Voto         | Liberal-Conservador       | 16.9    |      | 10.4 | 14.9 | 8.6  | 19.2 | 15.4 | 12.4 |       |
|              | Conservador Laborista     | Escaños |      |      | -    |      |      |      |      | -     |
| Voto         | Conservador Laborista     |         |      | 0.9  |      |      |      |      | 0.5  |       |
|              | Desconocido               | Escaños |      |      |      |      |      |      |      |       |
| Voto         | Desconocido               | 29.2    | 13.8 | 27.2 | 27.5 | 19.9 | 9.0  | 10.3 | 24.0 |       |
|              | Independiente             | Escaños |      | 1    | -    | -    | 2    | 1    |      | 4     |
| Voto         | Independiente             |         | 9.5  | 0.8  | 2.3  | 17.6 | 7.7  |      | 3.2  |       |
|              | Independiente Liberal     | Escaños | 1    |      | 2    |      | 1    | 1    |      | 5     |
| Voto         | Independiente Liberal     | 15.4    |      | 1.7  |      |      | 8.2  |      | 2.0  |       |
|              | Independiente Conservador | Escaños |      | 1    |      | 2    |      |      |      | 3     |
| Voto         | Independiente Conservador |         | 15.9 |      | 2.9  |      |      |      | 0.7  |       |
| Total        | Total                     | Total   | 6    | 4    | 88   | 65   | 16   | 21   | 6    | 206   |

| ↓       |             |       |
| 129     | 65          | 12    |
| Liberal | Conservador | Otros |